# Čakov (district de České Budějovice)
Pour les articles homonymes, voir Čakov.
Čakov (en allemand : Groß Cekau ou Großtschekau) est une commune du district de České Budějovice, dans la région de Bohême-du-Sud, en République tchèque. Sa population s'élevait à 291 habitants en 2023.

## Géographie
Čakov se trouve à 13 km à l'ouest de České Budějovice et à 123 km au sud de Prague.
La commune est limitée par Žabovřesky au nord-est, par Dubné à l'est, par Kvítkovice au sud, et par Jankov et Záboří à l'ouest.

## Histoire
La première mention écrite du village date de 1262.

## Galerie

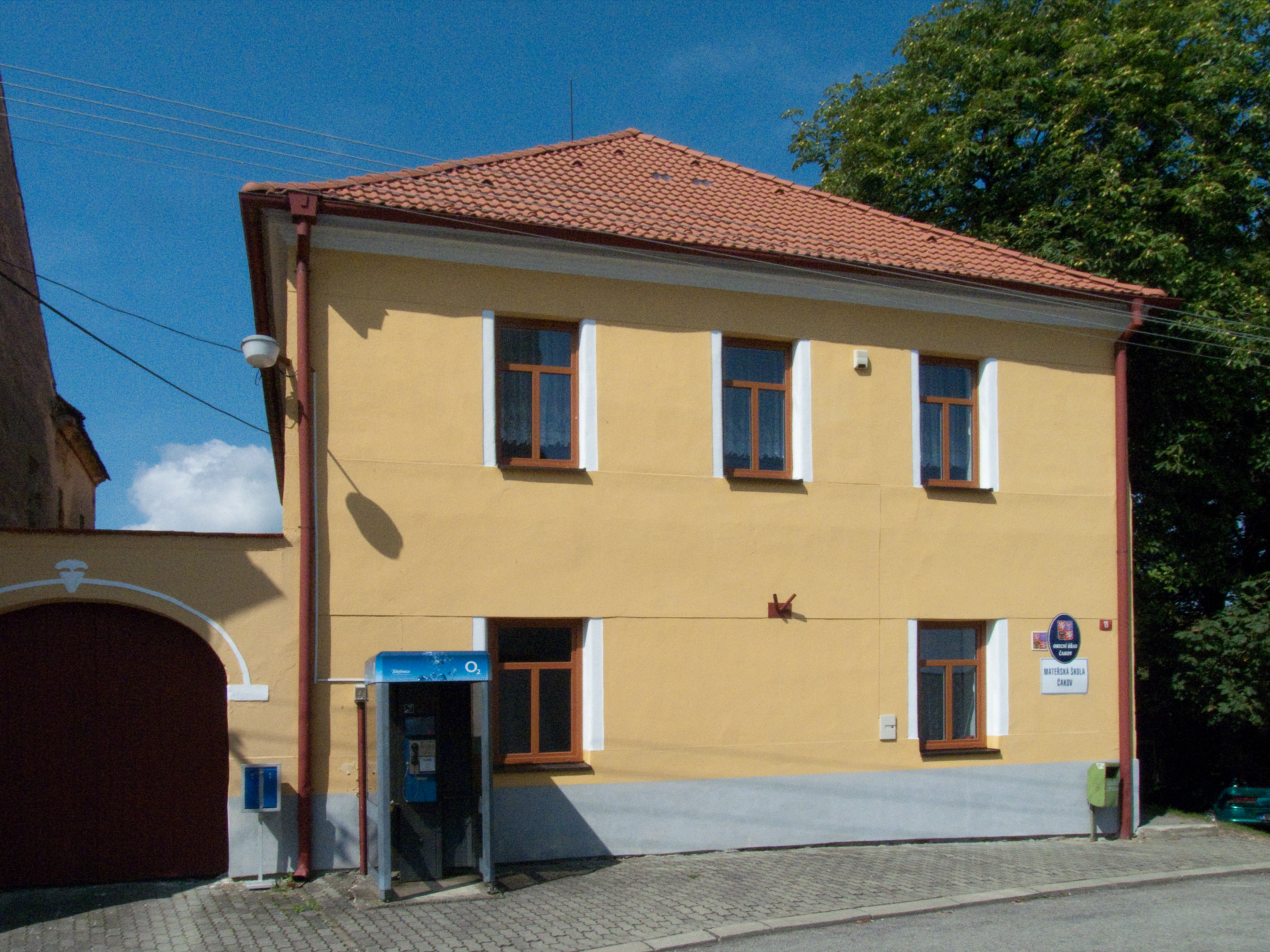
Čakov : la mairie
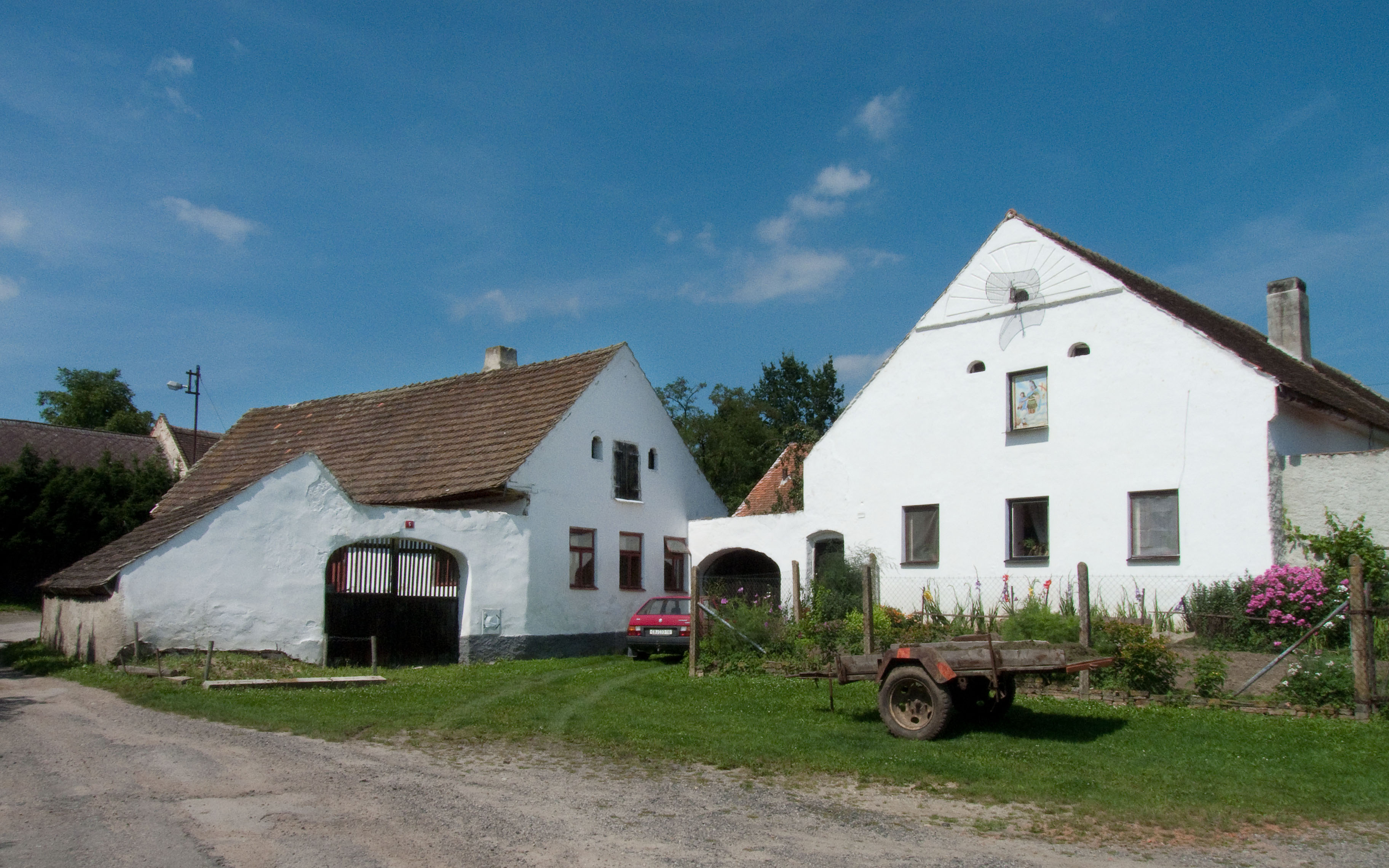
Maison à Holubovská Bašta.

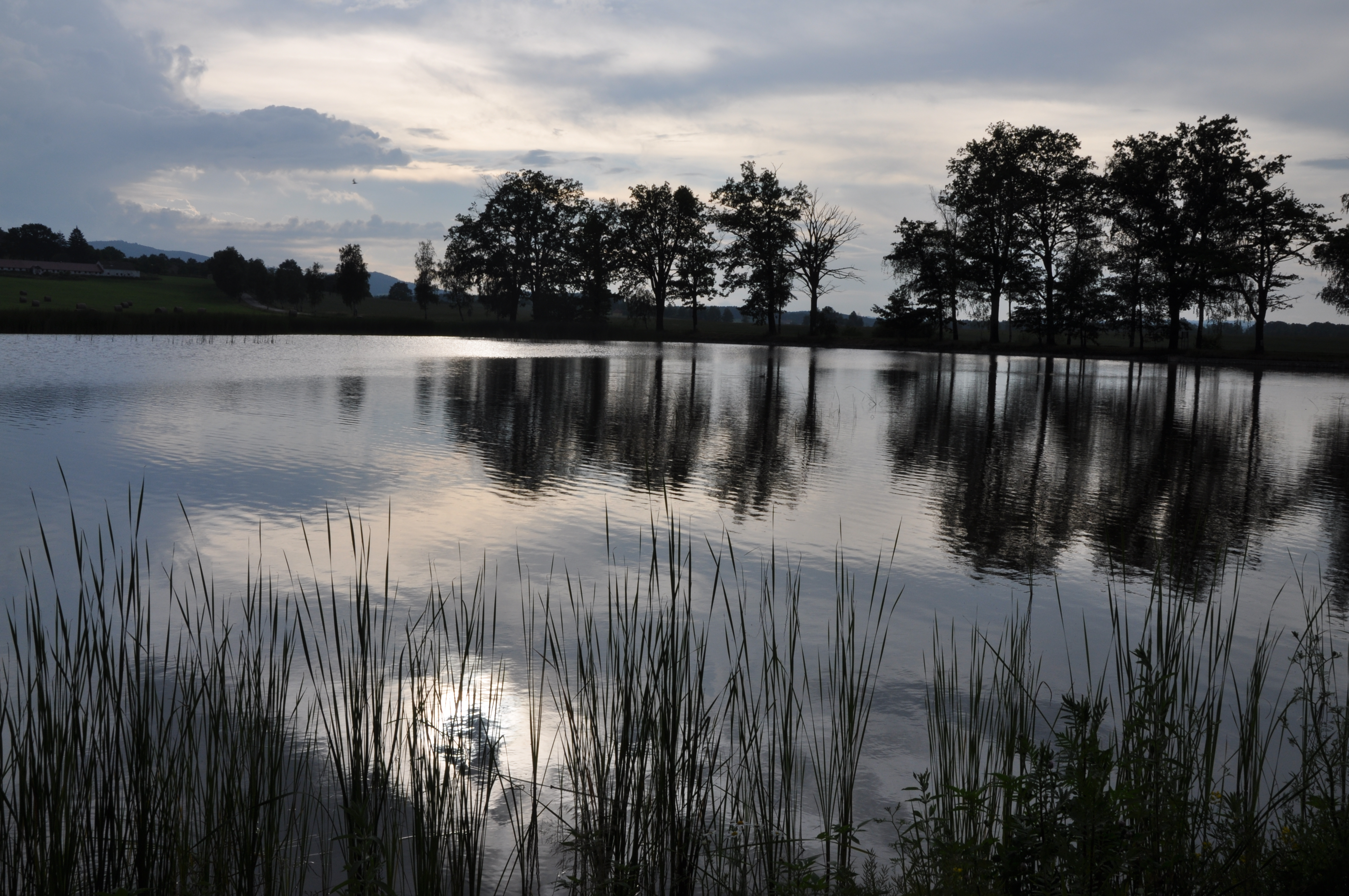
Étang de Čakov.

## Transports
Par la route, Čakov se trouve à 14 km de České Budějovice et à 155 km de Prague.